# رؤوفين شيلواه
رؤوفين شيلواه:(بالعبرية: ראובן שילוח) (1909 - 1959) هو خبير في شؤون الشرق الأوسط، وأول رئيس لجهاز الموساد الإسرائيلي، وُلد بالقدس عام 1909، وأتقن اللغة العربية، عينه ديفيد بن غوريون رئيساً لجهاز الموساد عام 1949، واستقال من منصبه عام 1952، وشغل بعد ذلك منصب مستشار لسفارة إسرائيل في واشنطن ومساعداً لوزير الخارجية الإسرائيلي.
كان له دور هام في جمع المعلومات عن خطط الجامعة العربية الخاصة بالاجتياح العربي لإسرائيل. ويعتبر شيلواه من أكثر السياسيين الإسرائيليين المقربين من رئيس الوزراء السابق بن غوريون.